# Slika
Slika je umetniška upodobitev predmetov ali abstraktnih predstav, ki jih s pomočjo pripomočkov (barve, oglje, svinčnik, itn.) prenesemo na ploskev (po navadi na platno).